# Koutcherov (khoutor)
Pour les articles homonymes, voir Koutcherov.
Koutcherov (en russe : Кучеров) est un khoutor du selsoviet de Kondratovka du raïon de Belaïa dans l'oblast de Koursk, en Russie. Sa population s'élevait à 108 habitants au recensement de 2021.

## Géographie
Le khoutor de Koutcherov se situe dans l'oblast de Koursk, un oblast de la partie européenne de la Russie. Le khoutor fait partie du raïon de Belaïa, avec Belaïa comme centre administratif. Il se trouve dans le selsoviet de Kondratovka, une municipalité, avec le village de Kondratovka comme chef-lieu.

## Démographie
Recensements (*) et estimations de la population :
| 2002 * | 2010* | 2021* | - |
| ------ | ----- | ----- | - |
| 430    | 176   | 108   | - |